# Elias Durand
Elias Durand (25 de janeiro de 1794 - 15 de agosto de 1873), nascido Élie Magloire Durand  (Mayenne, 25 de Janeiro de 1794 — Filadélfia, 15 de agosto de 1873) foi um farmacêutico e botânico americano nascido na França.:76

## Vida
Durand nasceu em Mayenne, França, foi aprendiz de químico e farmacêutico em Mayenne de 1808 a 1812, estudou farmácia em Paris e, ao se formar em 1813, ingressou no corpo médico do exército de Napoleão. Ele serviu por 14 meses e esteve presente nas batalhas de Lützen, Bautzen, Hanau, Katzbach e Leipzig. Em 1814, renunciou à sua comissão e tornou-se farmacêutico em Nantes, onde estudou botânica intensivamente durante dois anos. Após a queda de Napoleão, ele foi suspeito de tendências napoleônicas e navegou para a cidade de Nova York em 1816.
Depois de intervalos em Boston, Filadélfia e Baltimore, ele finalmente se estabeleceu na Filadélfia, onde estabeleceu uma drogaria empregada por muitos dos médicos mais eminentes da época. Em 1825, tornou-se membro da Academia de Ciências Naturais da Filadélfia e, em 1832, foi eleito membro correspondente da Societé de Pharmacie de Paris. Em 1835, ele foi o primeiro a começar a engarrafar águas minerais nos Estados Unidos e, em 1854, foi eleito para a Sociedade Filosófica Americana.
Durand dedicou-se ativamente à botânica e familiarizou-se com a flora da América do Norte, coletando um herbário que incluía 10 000 espécies de plantas norte-americanas. Este, o trabalho de quase quarenta anos, ele apresentou ao museu do Jardin des Plantes em Paris em 1868. Uma galeria separada foi dedicada à coleção naquela instituição, e foi chamada de "Herbaria Durandi" em homenagem ao doador. O Dr. Durand foi colaborador de revistas científicas e membro de sociedades científicas nos Estados Unidos e na Europa. Ele morreu na Filadélfia, Pensilvânia, em 15 de agosto de 1873.

## Trabalhos selecionados
- "Obituary of François André Michaux", em American Journal of Science, 2ª série, 1857, pp. 161-177.
- "Memória biográfica do falecido François André Michaux", em Transactions of the American Philosophical Society, 11, p. 17 de 1860.